# Аксиома Архимеда

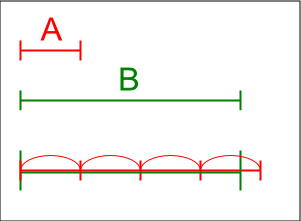
Аксиома Архимеда для отрезков

Аксио́ма Архиме́да, или при́нцип Архиме́да, или сво́йство Архиме́да — математическое предложение, названное по имени древнегреческого математика Архимеда. Впервые это предложение было сформулировано Евдоксом Книдским в его теории отношений величин (понятие величины у Евдокса охватывает как числа, так и непрерывные величины: отрезки, площади, объёмы):
Если имеются две величины, {\displaystyle a} и {\displaystyle b}, и {\displaystyle a} меньше {\displaystyle b}, то, взяв {\displaystyle a} слагаемым достаточное количество раз, можно превзойти {\displaystyle b}:
{\displaystyle \underbrace {a+a+\ldots +a} _{n}>b.}
Например, для отрезков аксиома Архимеда звучит так: если даны два отрезка, то, отложив достаточное количество раз меньший из них, можно покрыть больший.
Утверждение аксиомы Архимеда кажется тривиальным, но её подлинный смысл заключается в запрете бесконечно малых и/или бесконечно больших величин. Так, эта аксиома не выполняется в   нестандартном анализе: множество гипервещественных чисел содержит бесконечно малые и бесконечно большие величины. Такие элементы могут не удовлетворять аксиоме Архимеда. Возможны другие примеры. 
Математические структуры, для которых свойство Архимеда выполняется, называют архимедовыми, например архимедово поле и архимедова группа, а те, для которых не выполняется, — неархимедовыми.

## История
Аксиома, известная в математике как аксиома Архимеда, в действительности была впервые сформулирована Евдоксом Книдским. Это предложение играло ключевую роль в его теории отношений, которая, по существу, являлась первой аксиоматической теорией действительного числа. Поэтому её также называют аксиомой Евдокса.
Теория Евдокса дошла до нас в изложении Евклида («Начала», книга V).
Говорят, что величины имеют отношение между собой, если они, взятые кратно, могут превзойти друг друга«Начала», книга V, определение 4
Аксиома Евдокса—Архимеда лежала в основе так называемого «метода исчерпывания», изобретённого Евдоксом, — метода нахождения площадей фигур, объёмов тел, длин дуг с помощью аналога современных сумм Римана и Дарбу. С помощью своего метода Евдокс строго доказал несколько теорем о вычислении площадей и объёмов. Однако наибольших результатов в этой области достиг Архимед. С помощью метода Евдокса он нашёл ряд новых площадей и объёмов. При этом, поскольку в Древней Греции не существовало понятия последовательности, предела последовательности, Архимеду приходилось в каждой конкретной задаче повторять рассуждения заново. Таким образом, в своих сочинениях Архимед формулировал и использовал аксиому Евдокса—Архимеда. При этом сам Архимед во введении к своей «Квадратуре параболы» подчёркивает, что эта аксиома употреблялась его предшественниками и играла существенную роль в работах Евдокса.

## В математическом анализе
Принцип Архимеда довольно важен как в теоретическом отношении, так и в плане конкретного использования при измерениях и вычислениях.
Если исходить из полноты действительных чисел, принцип Архимеда вообще говоря требует доказательства, тогда как при другой аксиоматике его часто включают в список аксиом.
Формулировка: {\displaystyle \forall a\in \mathbb {R} :a>0\ \exists n\in \mathbb {N} :n>a} (для всякого положительного действительного числа найдётся натуральное, его превосходящее)
Доказательство: Предположим противное, {\displaystyle \forall n\in \mathbb {N} :n\leqslant a}, стало быть {\displaystyle a} — верхняя грань. Выберем по теореме о гранях {\displaystyle b=\sup \mathbb {N} }, тогда {\displaystyle \exists k\in \mathbb {N} :k>b-1}, но {\displaystyle k'=k+1:k'\in \mathbb {N} }, для которого {\displaystyle k'>b}, что противоречит существованию {\displaystyle b}, а значит {\displaystyle \mathbb {N} } не ограничено сверху, что в свою очередь равносильно {\displaystyle \forall a\in \mathbb {R} \ \exists n\in \mathbb {N} :n>a}. Ч. т. д.
Домножая {\displaystyle a,n} на некое нормировочное число, по существу получим неравенство, указанное в начале статьи.

## Современное определение

### Линейно упорядоченная группа
Пусть {\displaystyle G} — линейно упорядоченная группа, {\displaystyle a} и {\displaystyle b} — положительные элементы {\displaystyle G}. Элемент {\displaystyle a} называется бесконечно малым по отношению к элементу {\displaystyle b} (а {\displaystyle b} — бесконечно большим по отношению к {\displaystyle a}), если для любого натурального {\displaystyle n} имеет место неравенство
{\displaystyle \underbrace {a+a+\ldots +a} _{n}<b.}
Группа {\displaystyle G} называется архимедовой, если для неё выполнена аксиома Архимеда: в {\displaystyle G} не существует пары элементов {\displaystyle a}, {\displaystyle b} таких, что {\displaystyle a} — бесконечно мал по отношению к {\displaystyle b}.

### Упорядоченное поле
Пусть {\displaystyle K} — упорядоченное поле. Поскольку всякое упорядоченное поле является линейно упорядоченной группой, то все вышеприведённые определения бесконечно малого и бесконечно большого элементов, а также формулировка аксиомы Архимеда сохраняют силу. Однако здесь имеется ряд специфических особенностей, благодаря которым формулировка аксиомы Архимеда упрощается.
Пусть {\displaystyle a,b} — положительные элементы {\displaystyle K}.
- элемент {\displaystyle a} бесконечно мал по отношению к элементу {\displaystyle b} тогда и только тогда, когда {\displaystyle a/b} бесконечно мал по отношению к {\displaystyle 1\in K} (такие элементы называются просто бесконечно малыми)
- элемент {\displaystyle a} бесконечно большой по отношению к элементу {\displaystyle b} тогда и только тогда, когда {\displaystyle a/b} бесконечно большой по отношению к {\displaystyle 1\in K} (такие элементы называются просто бесконечно большими)

Бесконечно малые и бесконечно большие элементы объединяются под названием инфинитезимальных элементов.
Соответственно формулировка аксиомы Архимеда упрощается: упорядоченное поле {\displaystyle K} обладает свойством Архимеда, если в нём нет бесконечно малых элементов или, эквивалентно, если в нём нет бесконечно больших элементов. Если здесь развернуть определение бесконечно малого (или бесконечно большого) элемента, то получим следующую формулировку аксиомы Архимеда:
Для всякого элемента {\displaystyle a} поля {\displaystyle K} существует натуральный элемент {\displaystyle n} такой, что {\displaystyle n>a}.
Или, эквивалентная формулировка:
Для всякого положительного элемента поля {\displaystyle \varepsilon >0} существует натуральный элемент {\displaystyle n} такой, что {\displaystyle 1/n<\varepsilon }.

## Примеры и контрпримеры

### Множество действительных чисел
Наиболее известный пример архимедова поля — это множество действительных чисел. Если рассматривать множество действительных чисел как пополнение совокупности рациональных (например, с помощью дедекиндовых сечений), то свойство Архимеда для действительных чисел вытекает из того, что им обладают рациональные числа. В одной из систем аксиом действительных чисел, которая была предложена Гильбертом, совокупность действительных чисел определяется как максимальное архимедово упорядоченное поле, то есть упорядоченное поле, удовлетворяющее аксиоме Архимеда (то есть не содержащее инфинитезимальных элементов), которое нельзя расширить до большего архимедова упорядоченного поля.

### Неархимедово упорядоченное поле
В качестве примера (вернее, контрпримера) упорядоченного поля, для которого не выполнена аксиома Архимеда, рассмотрим совокупность рациональных функций с действительными коэффициентами, то есть функций вида
{\displaystyle R(x)={\frac {a_{n}x^{n}+\ldots +a_{1}x+a_{0}}{b_{m}x^{m}+\ldots +b_{1}x+b_{0}}}.}
Относительно обычных операций сложения и умножения эта совокупность образует поле. Введём отношение порядка на совокупности рациональных функций следующим образом. Пусть {\displaystyle f} и {\displaystyle g} — две рациональные функции. Мы скажем, что {\displaystyle f>g} тогда и только тогда, когда в некоторой окрестности {\displaystyle +\infty } разность {\displaystyle f-g} имеет строго положительный знак. Это условие можно сформулировать и в терминах коэффициентов рациональных функций {\displaystyle f} и {\displaystyle g}. Запишем разность {\displaystyle f-g} в виде многочлен + правильная рациональная дробь:
{\displaystyle f(x)-g(x)=c_{n-m}x^{n-m}+\ldots +c_{1}x+c_{0}+{\frac {d_{k}x^{k}+\ldots +d_{1}x+d_{0}}{x^{m}+b_{m-1}x^{m-1}+\ldots +b_{1}x+b_{0}}},}
где последнее слагаемое в правой части — правильная рациональная дробь, то есть степень числителя меньше степени знаменателя: {\displaystyle k<m}. Будем также считать, что старший коэффициент знаменателя {\displaystyle b_{m}} равен {\displaystyle 1}. Тогда {\displaystyle f>g} тогда и только тогда, когда либо {\displaystyle c_{n-m}>0}, либо полиномиальная часть отсутствует и {\displaystyle d_{k}>0}. Несложно проверить корректность этого определения порядка (следует проверить как то, что введённое отношение действительно является отношением порядка, и то, что это отношение согласовано с операциями поля).
Таким образом, совокупность рациональных функций образует упорядоченное поле. Заметим, что оно является расширением поля действительных чисел, но аксиома Архимеда здесь не имеет места (см. конец предыдущего раздела). Действительно, рассмотрим элементы {\displaystyle 1} и {\displaystyle x}. Очевидно, каким бы ни было натуральное число {\displaystyle n}, имеет место неравенство:
{\displaystyle \underbrace {1+1+\ldots +1} _{n}=n\cdot 1<x.}
Другими словами, {\displaystyle x} — бесконечно большой элемент поля по отношению к единице. Тем самым аксиома Архимеда в этом поле не имеет места.